# Mukim di Labu
Labu è un mukim del Brunei situato nel Distretto di Temburong con 505 abitanti al censimento del 2011.

## Geografia antropica

### Suddivisioni amministrative
Il mukim è suddiviso in 5 villaggi (kapong in malese):
Labu Estate, Senukoh, Piasau-Piasau, Payau, Ayam-Ayam.